# ترمیدا

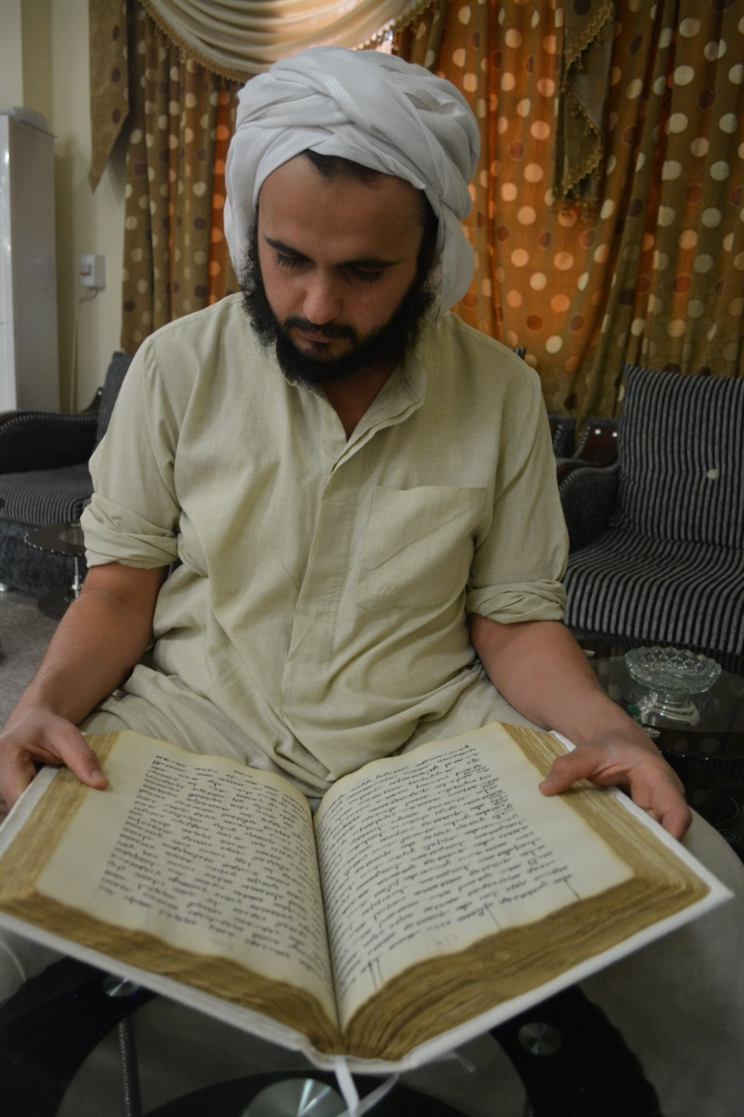
ترمیدا در بغداد

ترمیدا (مندایی: ࡕࡀࡓࡌࡉࡃࡀ) پائین‌ترین درجه روحانی در کیش مندائی است که برخی آداب ازدواج و تعمید بر عهده اوست.

## ریشه نام
ترمیدا در زبان مندائی به معنی شاگرد یا آموزنده است که به صورت (tǣrmida) تلفظ می‌شود.ترمیدا با واژه تلمود در عبری و تلمیذ (شاگرد) در زبان عربی هم‌ریشه است.زبان مندائی زبانی سامی و از شاخهٔ آرامی بوده و بنابراین با زبان‌های عربی و عبری ریشه مشترک دارد.

## جایگاه در جامعه روحانی
در کیش مندائی پس از ربانی و ریشا اد اما و گنزورا پائین‌ترین رده روحانیت در جامعه مندائی است.البته با توجه به جمعیت اندک و نبود ربانی و ریشا اد اما در جامعه مندائی ایران طبقه ترمیدا از مسئولیت و اعتبار بالایی برخوردار شده‌است.ترمیداها همکارانی دارند که یلوفا یا حلالی نام دارند و البته از طبقه روحانی نیستند.

## وظایف و مسئولیت‌های دینی
در مراسم ازدواج حضور یک گنزورا و دو ترمیدا ضروری است.اما اگر عروس بیوه باشد گنزورا نمی‌تواند حضور یافته و مراسم با حضور یک ترمیدا مشروع می‌شود.در مراسم تعمید نیز حضور یک ترمیدا کافی است و او می‌تواند به تنهایی مراسم تعمید را انجام دهد.از دیگر وظایف ترمیدا می‌توان به مراسم مرتبط با روان درگذشتگان اشاره نمود که توسط ترمیدا و البته با حضور یک گنزورا انجام می‌گیرد.پیوستن یک ترمیدا به طبقه گنزورا آداب و قوانین خاصی دارد.

## منبع
- عربستانی، مهرداد (۱۳۸۷)، تعمیدیان غریب، تهران: افکار، شابک ۹۶۴-۷۸۵۸-۶۵-۵